# Сорто, Оскар
Оскар Сорто (англ. и исп. Oscar Sorto; род. 13 августа 1994, Лос-Анджелес, Калифорния, США) — американский и сальвадорский футболист, защитник.

## Клубная карьера
Сорто — воспитанник клуба «Лос-Анджелес Гэлакси». Клуб подписал его как доморощенного игрока 11 декабря 2012 года. 25 сентября 2013 года в матче Лиги чемпионов КОНКАКАФ против коста-риканского «Картахинеса» он дебютировал за «Гэлакси». 6 апреля 2014 года в поединке против «Чивас США» Оскар дебютировал в MLS. В том же году он стал обладателем Кубка MLS. По окончании сезона 2016 контракт Сорто с «Гэлакси» истёк.
В феврале 2017 года Сорто присоединился к клубу второго дивизиона «Ориндж Каунти». 26 марта в матче против «Рино 1868» он дебютировал в USL. В мае 2018 года Сорто покинул «Ориндж Каунти» по взаимному согласию.
27 декабря 2018 года Сорто подписал контракт с клубом чемпионата Сальвадора «Санта-Текла» на клаусуру 2019.

## Международная карьера
В 2013 году в составе молодёжной сборной США Сорто выступал на молодёжном чемпионате мира в Турции. На турнире он принял участие в матчах против команд Франции и Ганы.
В 2017 году Сорто принял решение играть за историческую родину своих родителей — Сальвадор.

## Достижения
Командные
 «Лос-Анджелес Гэлакси»
- Обладатель Кубка MLS — 2014